# Constantin Hurmuzaki
Constantin Hurmuzaki (germană: Constantin Hormuzaki); n. 12 noiembrie 1811, Cernăuți, Bucovina, Imperiul Austriac – d. 15 februarie 1869, Viena, înmormântat la Dulcești, Județul Neamț), a fost doctor în drept austriac, politician român și ministru.

## Origini
Familia, care este de proveniență greacă, fanariotă, a aparținut din secolul XVII-lea boierimii moldovenești. În 1636, unui Hurmuzaki a fost dăruită, datorită contribuțiilor sale la Divanul Moldovei, o moșie. Sub domnia voievodului Nicolae Mavrocordat,  Emanoil Hurmuzachi a fost mare comis și membru al Divanului.
Medelnicerul Constantin († 1794), bunicul lui Hurmuzaki, al cărui bunic a fost mare pitar, iar tatăl său mare paharnic, a cumpărat în 1765 moșia Cernăuca din Bucovina (astăzi în Raionul Noua Suliță, Ucraina). 

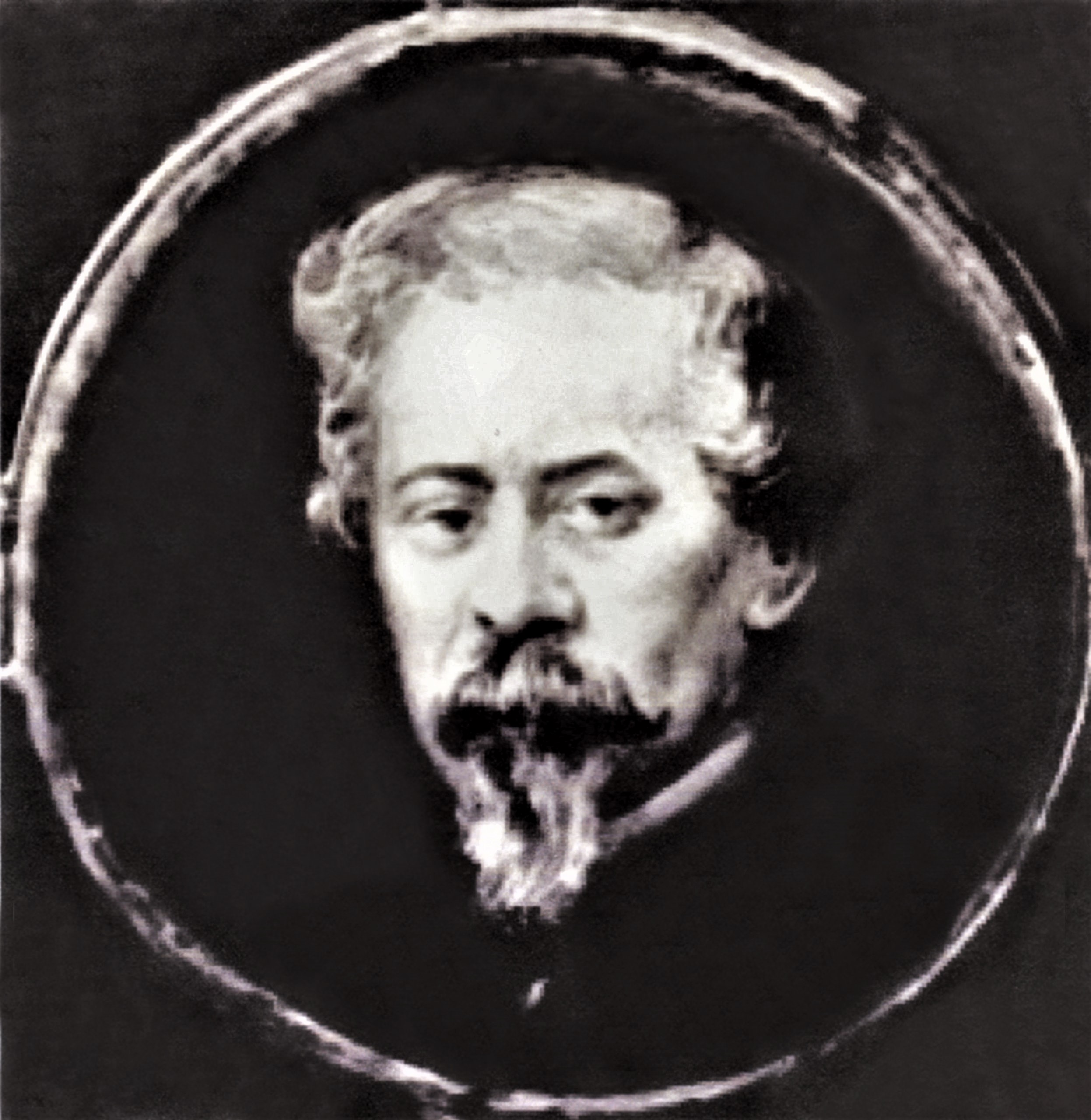
Constantin Hormuzaki pe la 1860

Fiul acestuia, Doxaki (1782–1857), plecase în tinerețe în partea de sud a Moldovei, dar a revenit în anul 1804 în Bucovina.

## Biografie

Frații Hurmuzachi. În picioare, de la stânga la dreapta: Nicolae, Constantin, Alexandru. Așezați, de la stânga la dreapta: Eudoxiu, Gheorghe.

Dupa ce primul fiu al lui Doxaki a absolvit liceul din Cernăuți, a studiat între 1830 și 1836, împreună cu fratele său Eudoxiu, la Facultatea de Drept a Universității din Viena. El a lucrat apoi în principal la Chișinău în Basarabia, precum și în Sankt Petersburg. 1840 a câștigat mare reputație în metropola țaristă, câștigând procesele pentru marele logofăt al Moldovei Grigore Lupu Balș împotriva statului rusesc.

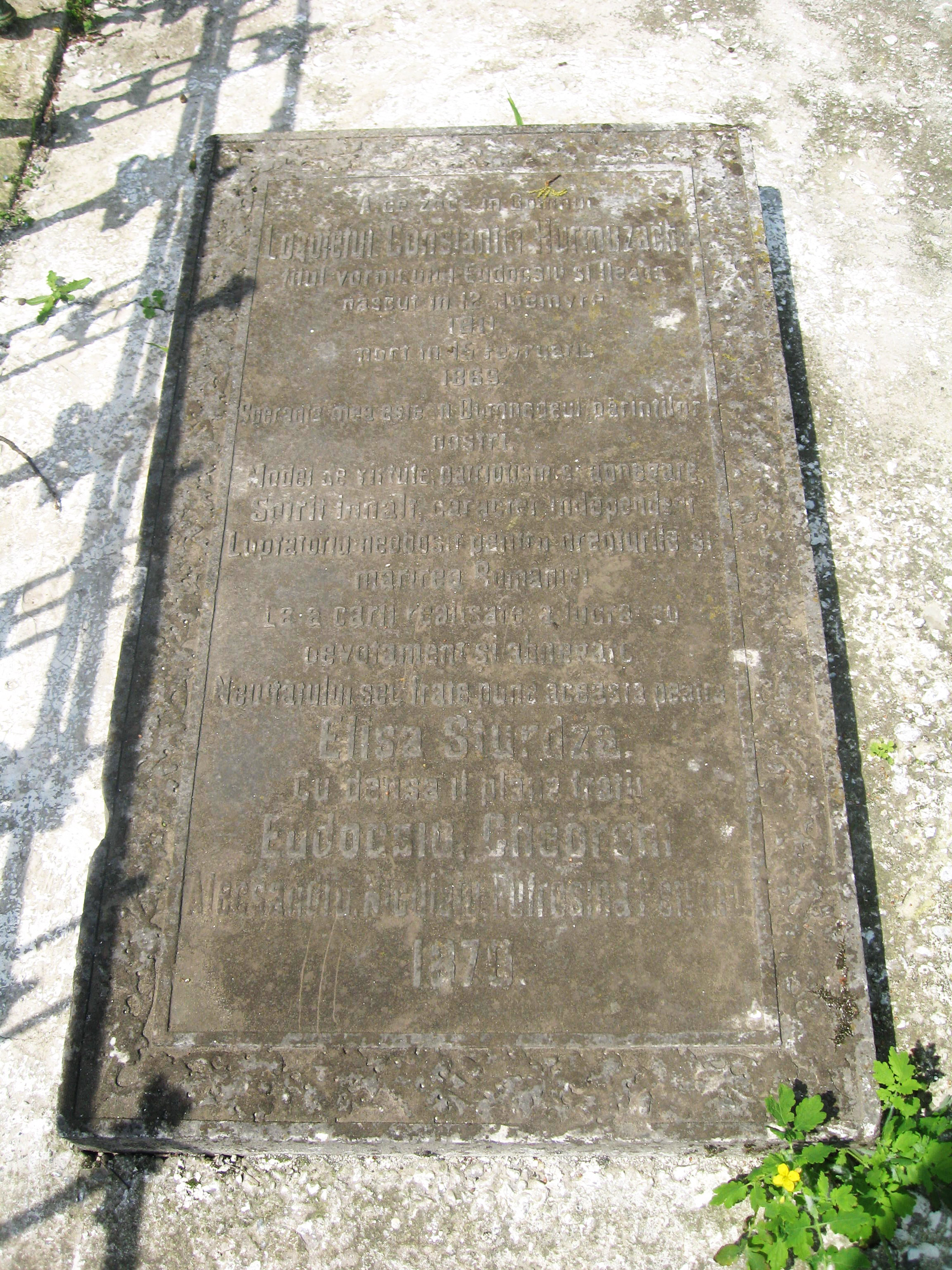
Biserica Pogorârea Sf. Duh din Dulcești

În 1848 el a fost co-editor al ziarului Gazeta Bucovinei publicat in limba română și germană. Împreună cu fratele său, el se angajează pentru independența și autonomia Bucovinei față de Regatul Galiției și Lodomeriei în cadrul monarhiei habsburgice.
După o ceartă cu tatăl său din cauza unei povești de dragoste, Constantin a părăsit Bucovina și s-a mutat în Principatul Moldovei. În 1850, a devenit aici membru al Consiliului de reorganizare a învățământului public, în care a stabilit normele generale de școală. În 1852 el a elaborat un proiect pentru un nou cod penal. Pentru aceasta el a fost distins cu titlul de aga, o perioadă scurtă de timp mai târziu i-a fost acordat titlul de șeful Curții Domnești (mare vornic). Prin decretul principatului din 1 aprilie 1856, Hurmuzachi a fost naturalizat. În perioada următoare, Constantin a început să susțină cu tărie unirea principatelor române, în special în cadrul Comitetului Unirii.
Deputatul a fost, după unirea principatelor în 1859, Ministru al Dreptății, iar după proclamarea României, Ministru român al Justiției, cu sediul în Iași (17 ianuarie 1861).
Deși bolnav grav, el a fost numit în 1868 Regatul României președinte al Curții de Casație la București, un post pe care nu l-a mai practicat, într-adevăr, pentru că a mers la Viena pentru un tratament medical, unde a murit la scurt timp.
În onoarea lui, o strada din Constanța și una la Sibiu îi poartă numele.